# Björn Strid
Björn Strid (Helsingborg, 10 settembre 1978) è un cantante svedese che ha prestato la sua voce a gruppi come Highball Shooters, Disarmonia Mundi, Terror 2000, Coldseed, The Night Flight Orchestra e principalmente Soilwork.
Nel 2010 ha partecipato come ospite nella canzone "Collapsing" del gruppo statunitense Demon Hunter, e nella canzone "The Great Pandemonium" del gruppo power metal Kamelot, dall'album "Poetry for the Poisoned", nel 2013 ha invece partecipato al brano "Puppets 2 (The Rain)" del gruppo Industrial Metalcore Statunitense Motionless in White. La sua apparizione come ospite più recente è stata nel nuovo album degli I Killed the Prom Queen, intitolato "Beloved", nella canzone "Calvert Street", e nel progetto I Legion, dove canta in quattro canzoni dell'album. Nel 2014 ha partecipato come cantante ospite nella canzone "The Quiet Light" del gruppo canadese Mellevon e in "The Castaway" dei The Moor.

## Biografia
Strid è cresciuto in Svezia, dove gli è stato attribuito il soprannome "Speed" da dei suoi compagni per via della "musica estrema" che era noto apprezzare. Ha cofondato i Soilwork nel 1995 con il nome di Inferior Breed, che è stato successivamente cambiato in Soilwork una volta che lo stile della band ha iniziato a prendere forma. Lui è l'unico membro ad essere rimasto all'interno del gruppo fin dagli inizi, e al 2013] è ancora l'unico membro originale all'interno del gruppo. La maggior parte dei testi sono scritti da lui.

### Carriera
Strid ha anche cantato nei Darkane sul loro demo prima che Lawrence Mackrory si unisse al gruppo nel periodo precedente al loro album di debutto. È apparso come ospite nella canzone dei Destruction The Alliance of Hellhoundz assieme ad altri cantanti metal famosi; è apparso anche in Prime Time Mind Surgery dei Zero Tolerance, 245 degli Howitzer (di Phoenix), e Redefine Me dei danesi Mercenary, contenuta nel loro album The Hours That Remain. Ha anche cantato recentemente nella canzone Collapsing dei Demon Hunter di Seattle, dal loro album The World Is a Thorn, che è stato pubblicato il 9 marzo 2010, e si è esibito anche nella canzone The Great Pandemonium, contenuta nell'album Poetry for the Poisoned del gruppo power metal Kamelot. Di recente ha cantato il ritornello del nuovo singolo dei The Moor chiamato The Castaway, pubblicato il 27 luglio 2014. Strid utilizza uno stile vocale variegato, essendo in grado di alternare rapidamente dei growl più gutturali a urla più alte e vocalizzi armoniosi e puliti, e ha dichiarato che Killing Machine, rinominato Hell Bent for Leather per il mercato statunitense, dei Judas Priest è il suo album preferito, però più recentemente ha dichiarato che il suo album preferito è The Number of the Beast degli Iron Maiden.